# Ophioglossum pusillum
Ophioglossum pusillum är en låsbräkenväxtart som beskrevs av Constantine Samuel Rafinesque. Ophioglossum pusillum ingår i släktet ormtungor, och familjen låsbräkenväxter. Inga underarter finns listade i Catalogue of Life.

## Bildgalleri

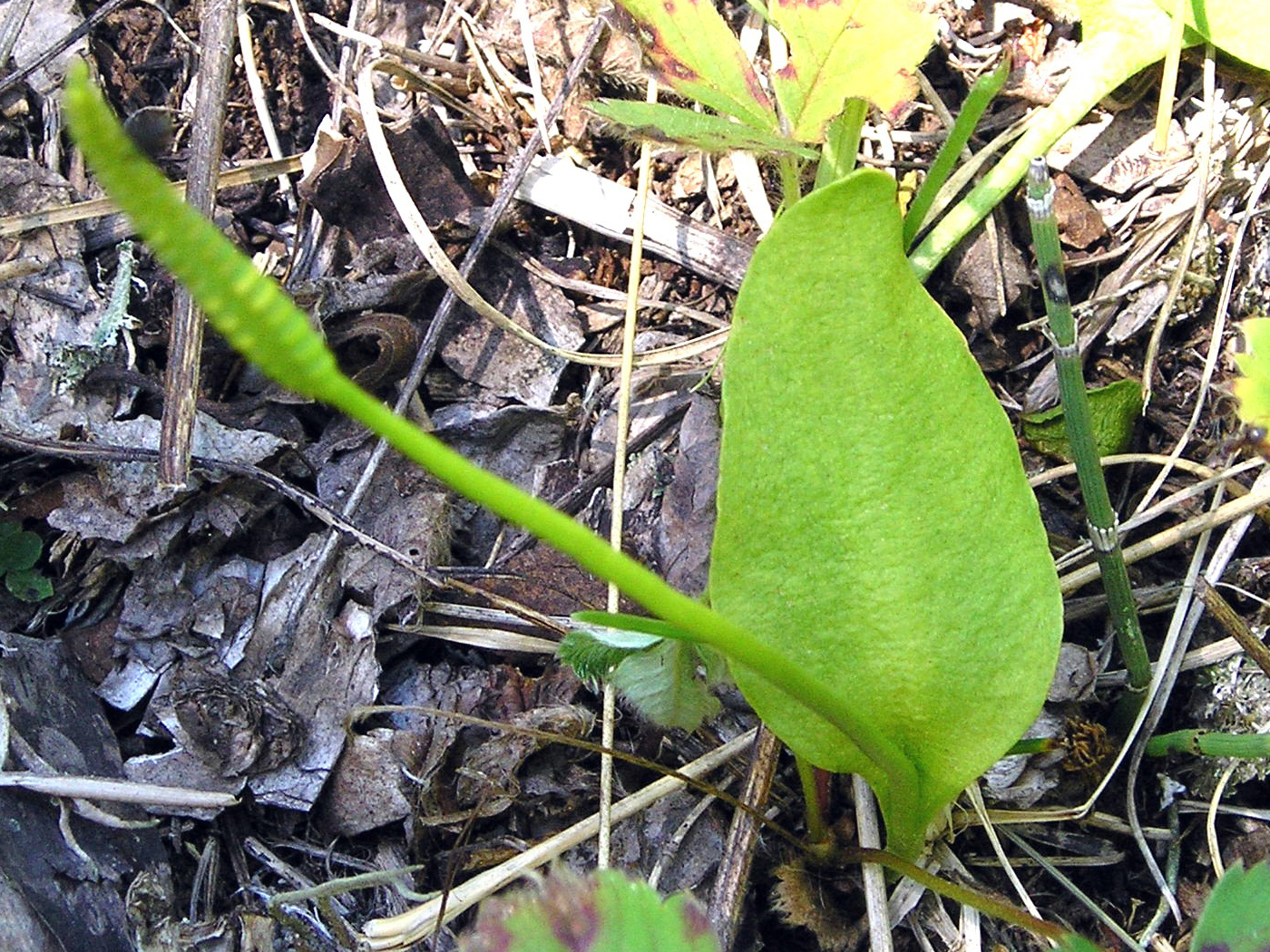
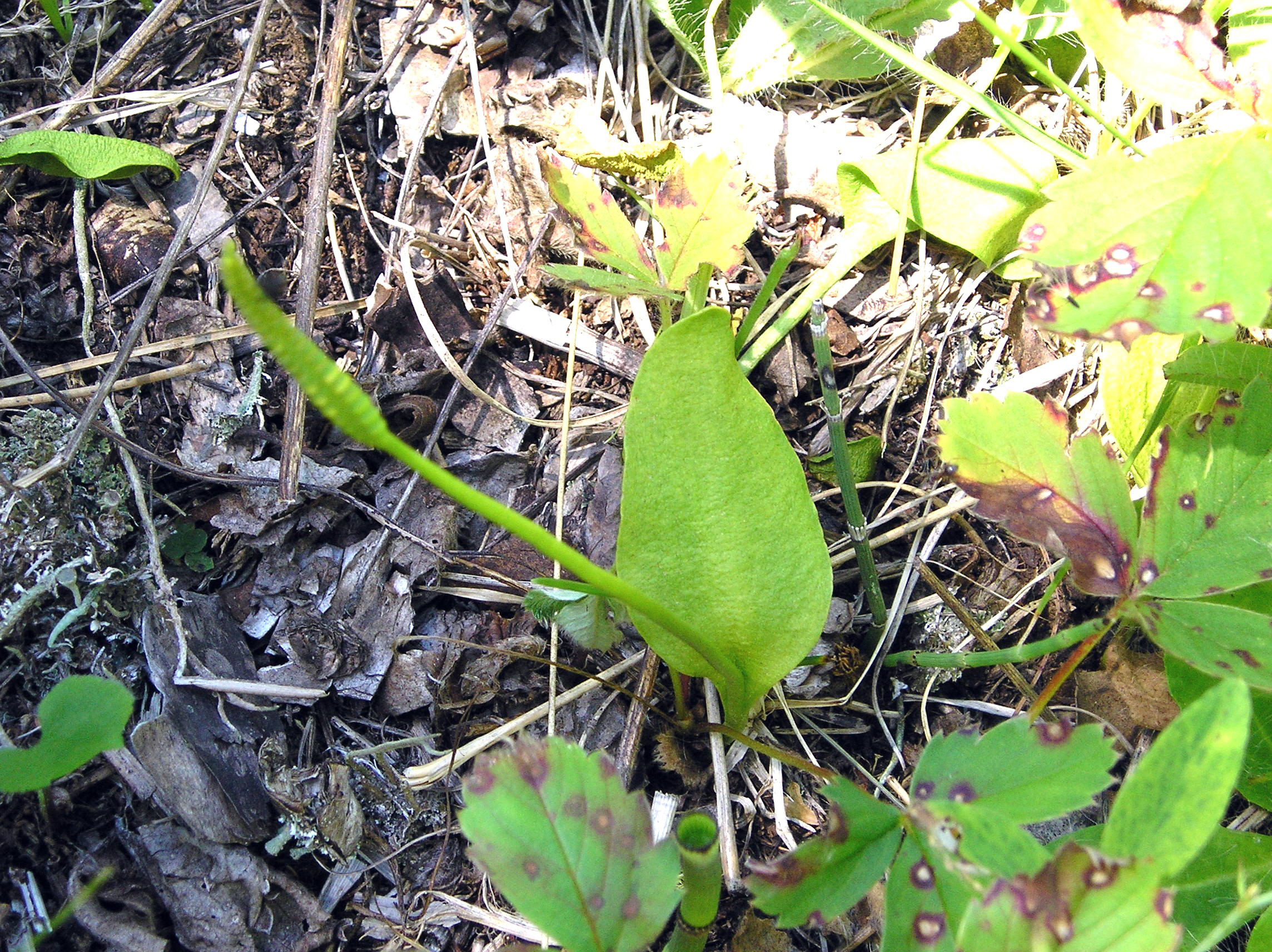
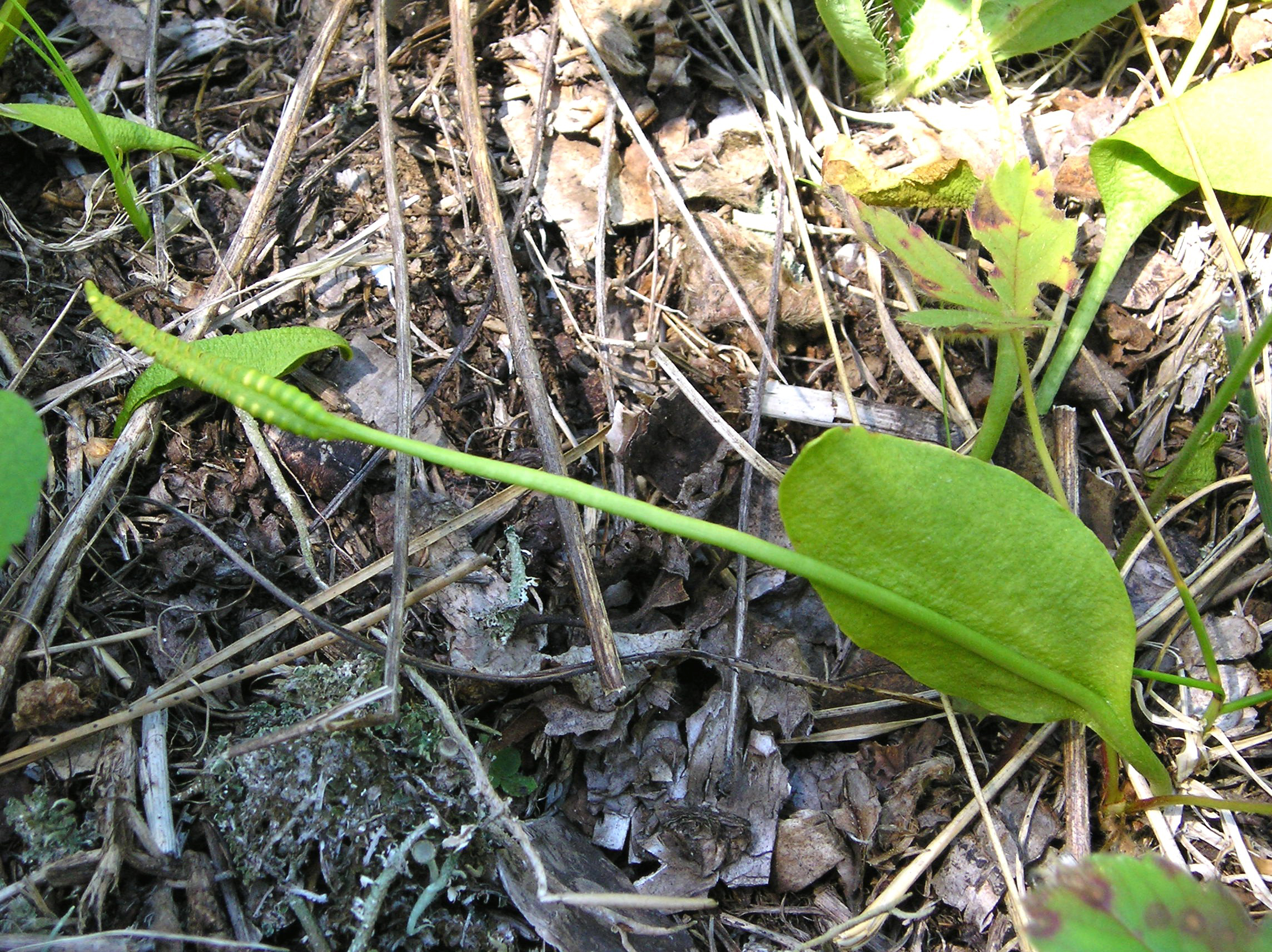
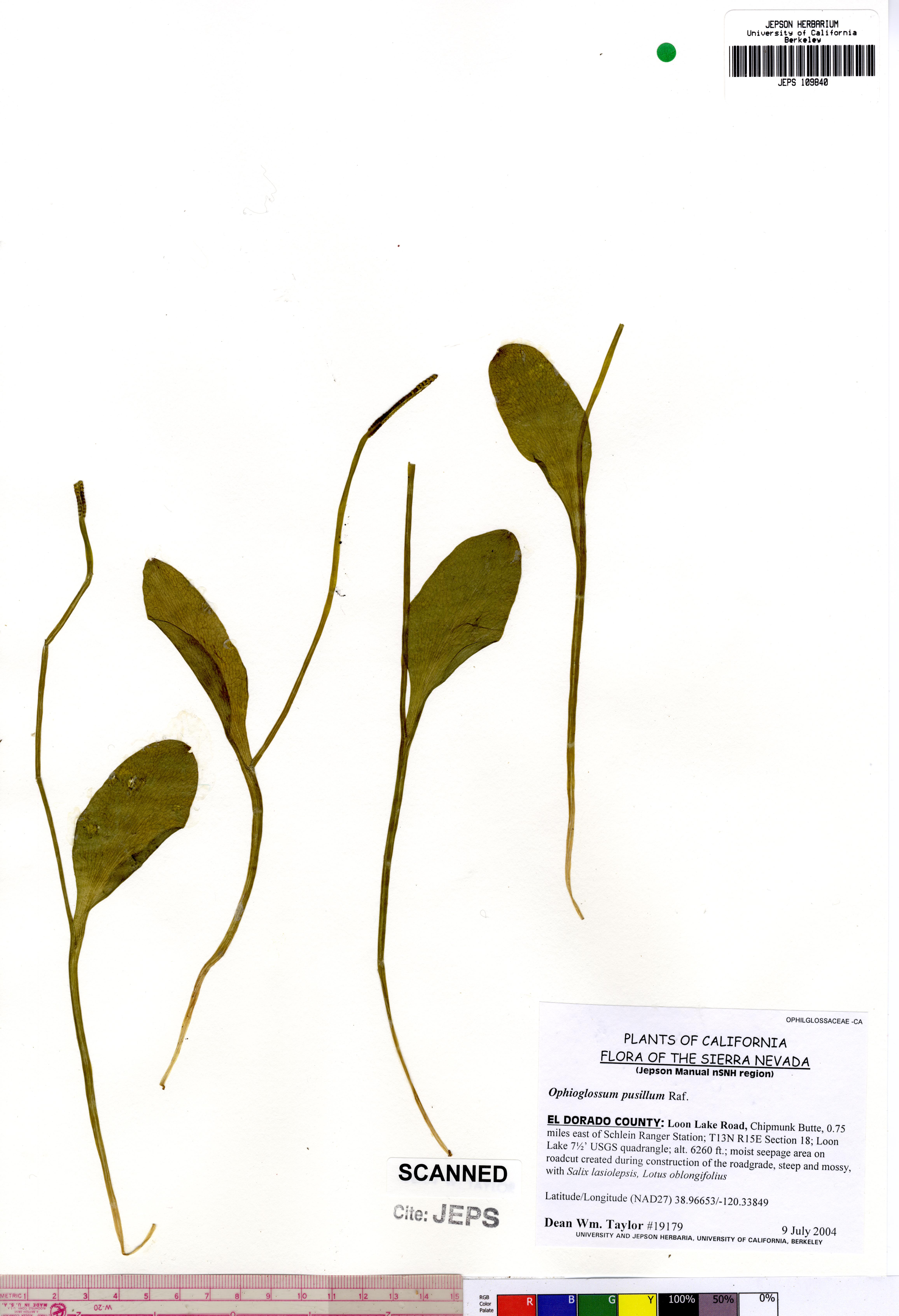